# 安叔千
安叔千（881年—952年），字胤宗，五代十国后唐、后晋、后汉、后周将领，沙陀三部落之后。
安叔千父亲安怀盛，事奉李克用，骁勇善战。安叔千习骑射，跟随唐庄宗定河南，为奉安指挥使。唐明宗天成初年，参与讨伐定州王都，命为先锋都指挥使。王都平定后，授秦州刺史，连判涿、易二州。清泰初年，契丹攻打雁门，安叔千跟随石敬瑭迎战，获胜，进位检校太保、振武节度使。石敬瑭即位，加同平章事。天福年间，历任邠州静难军、沧州横海军、邢州安国军、晋州建雄军四镇节度使。安叔千相貌堂堂，而不通文字，人称“安没字”“没字碑”。晋出帝开运初年，朝廷将大举北伐，授行营都排阵使，改任左金吾卫上将军。契丹入汴京，百僚在赤岗迎见耶律德光，耶律德光登高驻马，抚谕汉官，安叔千出班站立，耶律德光问：“你是安没字吗？卿之前在邢州日，老远就表示归顺诚款，我到此，管你有一个吃饭的地方。”安叔千拜谢而退，授为镇国军节度使。刘知远即位后，罢归京师，以自己私附契丹，身怀愧疚。以太子太师致仕。郭威兵入京师，军士大掠，安叔千家财已尽，军士以为他还有藏匿，打他受伤。伤重，请告回到洛阳，广顺二年（952年）冬去世，年七十二岁。诏赠侍中。